# Атака компромисса между временем/памятью/данными
Атака компромисса между временем/памятью/данными — тип криптографической атаки, при которой злоумышленник пытается достичь ситуации, аналогичной компромиссу времени и памяти, но с ещё одним параметром: объём данных, доступных злоумышленнику в режиме реального времени. Атакующий балансирует или уменьшает один или два из этих параметров в пользу другого или двух. Этот тип атаки очень сложен, и большинство шифров и схем шифрования не были разработаны, чтобы противостоять такому типу атак.
Эта атака представляет собой особый тип общей криптоаналитической атаки компромисса времени и памяти.

## История
«Компромиссные» атаки на симметричные криптосистемы начались в 1980 году, когда Хеллман предложил метод компромисса времени и памяти.
В 1980 году Хеллман представил метод компромиссной атаки времени и памяти (TMTO) на блочные шифры. В более общем виде её можно рассматривать как одностороннюю функцию-инвертор. Оригинальная работа Хеллмана рассматривалась как инвертирующая односторонняя функция f в одной точке.
Бэббидж и Голич показали, что в контексте потоковых шифров несколько точек могут быть использованы другой компромиссной атакой, опираясь на парадокс дня рождения. Однако компромиссные атаки, основанные на парадоксе дня рождения также имеют проблемы: им не хватает гибкости из-за сильной связи сложности памяти со сложностью данных, что обычно приводит к нереалистичным данным или требованиям к памяти.
Позднее Бирюков и Шамир показали, что некоторые данные могут быть объединены с компромиссом Хеллмана, что приводит к гибкой формуле компромисса времени / памяти / данных.

## Механика атаки
Эта атака является особым типом общей криптоаналитической атаки компромисса времени / памяти. Общая атака компромисса между временем и памятью состоит из двух основных фаз:
1. Предварительная обработка: На этом этапе злоумышленник исследует структуру криптосистемы и может записывать свои результаты в большие таблицы. Это может занять много времени.
2. Реальное время: На этом этапе криптоаналитику предоставляются реальные данные, полученные из определённого неизвестного ключа. Он или она пытается использовать предварительно вычисленную таблицу из фазы предварительной обработки, чтобы найти конкретный в как можно меньше времени.

Любая атака компромисса времени/памяти/данных имеет следующие параметры:
- {\displaystyle N} — размер пространства поиска
- {\displaystyle P} — время, необходимое для фазы предварительной обработки
- {\displaystyle T} — время, необходимое для фазы реального времени
- {\displaystyle M} — объём памяти, доступной злоумышленнику
- {\displaystyle D} — объём данных в реальном времени, доступных злоумышленнику

## Хеллмановскаякомпромиссная атака наблочные шифры
Для блочных шифров {\displaystyle N} — это общее количество возможных ключей. Также, предполагается, что число возможных открытых текстов и шифротекстов равно {\displaystyle N}. Также предположим что данные это единственный зашифрованный блок определённого аналога открытого текста.
Если рассмотреть маппинг ключа {\displaystyle x} на зашифрованный текст {\displaystyle y} как функцию случайной перестановки {\displaystyle f} над точечным пространством {\displaystyle N}, и если эта функция {\displaystyle f} обратима; необходимо найти обратное этой функции {\displaystyle {f}^{-1}(y)=x}. Метод Хеллмана, чтобы инвертировать эту функцию заключается в следующем:
- На этапе предварительной обработки: Покроем пространство точек {\displaystyle N} прямоугольной матрицей {\displaystyle m\times t}, которая создаётся путём итерации функции {\displaystyle f} в {\displaystyle m} случайных начальных точках в пространстве {\displaystyle N}, и происходит это {\displaystyle t} раз. Начальные точки — самый левый столбец в матрице, а конечные точки — самый правый столбец. Затем сохраняются пары начальной и конечной точек в порядке возрастания значений конечных точек.Hellman's Matrix

Теперь только одна матрица не сможет покрыть все пространство {\displaystyle N}. Но если добавить больше строк в матрицу, мы получим огромную матрицу, которая будет содержать восстановленные точки более одного раза.
Таким образом, находится критическое значение {\displaystyle m}, при котором матрица содержит ровно {\displaystyle m} разных точек.
Рассмотрим первые {\displaystyle m} путей от начальных точек до конечных точек, которые не пересекаются с точками {\displaystyle mt}, так что следующий путь, который имеет хотя бы одну общую точку с одним из этих предыдущих путей и включает в себя ровно {\displaystyle t} точек.
Эти два набора точек {\displaystyle mt} и {\displaystyle t} не пересекаются (исходя из парадокса дня рождения), если мы убедимся, что {\displaystyle t\cdot mt\leq N}. Мы достигаем этого, применяя правило остановки матрицы: {\displaystyle m{t}^{2}=N}.
Тем не менее, матрица {\displaystyle m\times t} с {\displaystyle m{t}^{2}=N} покрывает часть {\displaystyle mt/N=1/t} всего пространства.
Чтобы сгенерировать {\displaystyle t} для покрытия всего пространства, мы используем определённый вариант {\displaystyle f}: {\displaystyle {f}_{i}(x)={h}_{i}(f(x))} и {\displaystyle {h}_{i}}, что выполняется простыми манипуляциями, такими как переупорядочение битов {\displaystyle f(x)}. И исходя из этого, общее время предварительной обработки составляет {\displaystyle P\approx N}.
Также {\displaystyle M=mt}, так как нам нужно хранить только пары начальных и конечных точек, и у нас есть матрицы {\displaystyle t}, каждая из пар {\displaystyle m}.
- В режиме реального времени Общее вычисление, необходимое для нахождения {\displaystyle f^{-1}(y)}, равно {\displaystyle T=t^{2}}, потому что нам нужно сделать {\displaystyle t} попыток инверсии, так как оно может быть покрыто на одну матрицу, и каждая попытка занимает {\displaystyle t} оценки некоторого {\displaystyle f_{i}}. Оптимальная кривая компромисса получается с помощью правила остановки матрицы {\displaystyle m{t}^{2}=N}, и мы получаем {\displaystyle T{M^{2}}={N^{2}},P=N,D=1}, и выбор {\displaystyle T} и {\displaystyle M} зависит от стоимости каждого ресурса.

Согласно Хеллману, если блочный шифр обладает таким свойством, что маппинг его ключа на зашифрованный текст является функцией случайной перестановки {\displaystyle f} над точечным пространством {\displaystyle N}, и если эта {\displaystyle f} является обратимой, компромиссные соотношения становятся намного лучше: {\displaystyle TM=N}.

## Атаки Бэббиджа и Голича на потоковые шифры
Для потоковых шифров {\displaystyle N} определяется числом внутренних состояний генератора битов — вероятно, отличается от количества ключей.
{\displaystyle D} — это число первых псевдослучайных битов, генерируемых генератором.
Наконец, цель злоумышленника состоит в том, чтобы найти одно из фактических внутренних состояний генератора битов, чтобы иметь возможность запустить генератор с этого момента для генерации остальной части ключа. Связывается каждое из возможных внутренних состояний {\displaystyle N} генератора битов с соответствующей строкой, состоящей из первых битов {\displaystyle log(N)}, полученных при запуске генератора из этого состояния с помощью отображения {\displaystyle f(x)=y} из состояний {\displaystyle x} к префиксам {\displaystyle y}.
Это отображение считается случайной функцией в общем пространстве точек {\displaystyle N}. Чтобы инвертировать эту функцию, злоумышленник выполняет следующее:
1. На этапе предварительной обработки выбираются {\displaystyle M} случайных состояний {\displaystyle {x}_{i}} и вычисляются их соответствующие выходные префиксы {\displaystyle {y}_{i}}
2. Сохраняются пары {\displaystyle ({x}_{i},{y}_{i})} в порядке возрастания {\displaystyle {y}_{i}} в большой таблице.
3. На этапе реального времени есть {\displaystyle D+log(N)-1}сгенерированных битов. Рассчитываются из них все {\displaystyle D} возможных комбинаций {\displaystyle {y}_{1},{y}_{2},...,{y}_{D},} последовательных битов с длиной {\displaystyle log(N)}.
4. Находится каждый {\displaystyle {y}_{i}} в сгенерированной таблице, который занимает время журнала.
5. Если есть попадание, этот {\displaystyle {y}_{i}} соответствует внутреннему состоянию {\displaystyle {x}_{i}} генератора битов, из которого можно перезапустить генератор, чтобы получить остаток ключа.
6. Парадоксом дня рождения гарантируется, что два подмножества пространства с точками {\displaystyle N} имеют пересечение, если произведение их размеров больше, чем {\displaystyle N}.

Этот результат атаки «дней рождения» даёт условие {\displaystyle DM=N} со временем атаки {\displaystyle T=D} и временем предварительной обработки {\displaystyle P=M}, которое является просто определённой точкой на кривой компромисса {\displaystyle TM=N}.
Можно обобщить это соотношение, если проигнорировать некоторые из доступных данных в режиме реального времени и получится уменьшить {\displaystyle T} с {\displaystyle T=D} до {\displaystyle 1}, и общая кривая компромисса в конечном итоге станет {\displaystyle TM=N}с {\displaystyle 1\leq T\leq D} и {\displaystyle P=M}.

## Атака компромисса между временем/памятью/данными, разработаннаяШамиромиБирюковымнапотоковые шифры
Эта новая идея, представленная в 2000 году, сочетает в себе оба метода: компромисс Хеллмана и атаки компромисса Бэббиджа и Голича, чтобы получить новую кривую компромисса с улучшенными границами для криптоанализа потоковых шифров.
Можно применить технику блочного шифра Хеллмана к потоковому шифру, используя ту же идею покрытия пространства точек {\displaystyle N} через матрицы, полученные из нескольких вариантов {\displaystyle f_{i}} функции {\displaystyle f}, которая является отображением внутренних состояний на выходные префиксы.
Эта компромиссная атака на потоковый шифр успешна, если какой-либо из заданных выходных префиксов {\displaystyle D} найден в любой из матриц, покрывающих {\displaystyle N}. Следовательно, можно сократить количество покрываемых точек матрицами от точек {\displaystyle N} до {\displaystyle N/D}. Это достигается путём уменьшения количества матриц с {\displaystyle t} до {\displaystyle t/D} при сохранении максимально возможного размера {\displaystyle m} (но для этого требуется, чтобы {\displaystyle t\geq D}имел по крайней мере одну таблицу).
Для этой новой атаки {\displaystyle M=mt/D}, так как уменьшилось количество матриц до {\displaystyle t/D}и то же самое — для времени предварительной обработки {\displaystyle P=N/D}. В реальном времени для атаки требуется {\displaystyle T=(t/D)\cdot t\cdot D=t^{2}}, что представляет собой произведение количества матриц, длины каждой итерации и количества доступных точек данных во время атаки.
В конце концов, снова используется правило остановки матрицы для получения кривой компромисса {\displaystyle TM^{2}D^{2}=t^{2}\cdot (m^{2}t^{2}/D^{2})\cdot D^{2}=m^{2}t^{4}=N^{2}} для {\displaystyle D^{2}\leq T\leq N} (потому что {\displaystyle t\geq D}).

## Компромиссные атаки напотоковые шифрыс низким сопротивлением выборки
Эту атаку изобрели Бирюков, Шамир, Вагнер.
Идея опирается на следующую особенность различных потоковых шифров: генератор битов претерпевает лишь несколько изменений во внутреннем состоянии перед созданием следующего выходного бита. Следовательно, можно перечислить те состояния, которые генерируют {\displaystyle k} нулевых битов для небольших значений {\displaystyle k} при низких затратах.
Но, когда большое количество выходных битов принимает конкретные значения, этот процесс перечисления становится очень дорогим и сложным. Теперь можно определить сопротивление выборки потокового шифра как {\displaystyle R=2^{-k}}с максимальным значением {\displaystyle k}, которое делает возможным такое перечисление.
Пусть потоковый шифр имеет состояния {\displaystyle N=2^{n}}, каждое из которых имеет полное имя {\displaystyle n} битов и соответствующее имя выхода, которые являются первыми {\displaystyle n} битами в выходной последовательности битов. Если этот потоковый шифр имеет сопротивление выборки {\displaystyle R=2^{-k}}, то эффективное перечисление может использовать короткое имя из {\displaystyle n-k} битов для определения определённых состояний генератора.
Каждое состояние с коротким именем {\displaystyle n-k} имеет соответствующее короткое имя вывода из {\displaystyle n-k} битов, которое является выходной последовательностью состояния после удаления первых начальных битов {\displaystyle k}. Теперь возможно определить новое отображение по уменьшенному пространству точек {\displaystyle NR=2^{n-k}}, и это отображение эквивалентно исходному отображению.
Если {\displaystyle DR\geq 1}, данные в реальном времени, доступные злоумышленнику, гарантированно получится по крайней мере один выход из этих состояний. В противном случае, необходимо ослабить определение состояний, чтобы включить больше точек.
Если заменить {\displaystyle D} на {\displaystyle DR} и {\displaystyle N} на {\displaystyle NR} в новой атаке на обмен времени / памяти / данных Шамира и Бирюкова, получится такая же кривая компромисса {\displaystyle TM^{2}D^{2}=N^{2}}, но с {\displaystyle (DR)^{2}\leq T\leq NR}.
Это на самом деле улучшение, так как возможно было бы ослабить нижнюю границу {\displaystyle T}, поскольку {\displaystyle (DR)^{2}} может быть небольшим до {\displaystyle 1}, что означает, что атака может быть выполнена быстрее.
Ещё одно преимущество этого метода заключается в том, что сократилось количество дорогостоящих операций доступа к диску с {\displaystyle t} до {\displaystyle tR}, поскольку будет запрашиваться доступ только к специальным точкам {\displaystyle DR}. И это также может значительно ускорить атаку из-за уменьшения количества дорогостоящих дисковых операций.

## Пример атаки на схему паролей вUnix-системах
Атаки, описанные в этой статье, не ограничиваются блочными или потоковыми шифрами, они применимы к другим односторонним конструкциям, например, к хеш-функциям.
Компромисс времени / памяти / данных можно использовать для анализа паролей Unix, например, если злоумышленник получает доступ к хранилищу файлов хешей паролей крупной организации (D = 1000 хэшей паролей).
В самом деле, пространство компромисса состоит из 56 битов неизвестного ключа (то есть пароля) и 12 бит известной соли. Поскольку размер соли намного короче размера ключа, его эффект от усложнения компромисса не очень значителен.
Предположим, что злоумышленник знает, что пароли выбираются из набора произвольных 8-символьных буквенно-цифровых паролей, включая заглавные буквы и два дополнительных символа как точка и запятая, которые в сумме могут быть закодированы в 48 бит. Таким образом, вместе с 12-битной солью состояние N = 260 бит.
Например, параметры следующей атаки кажутся довольно практичными: время предварительной обработки выполняется один раз: P = N / D = 250 Unix хеш-вычисления, распараллеливаемые. Память M = 234 8-байтовых записей (12 + 48 бит), занимает один жёсткий диск размером 128 ГБ. Таким образом, мы храним 234 стартовых указателей. Тогда время атаки равно T = 232 оценкам Unix-хеша — примерно час на быстром ПК или около 8 секунд на BEE2 FPGA.
Атака будет восстанавливать один пароль из каждых 1000 новых хэшей паролей. Относительно длительный этап предварительной обработки может выполняться параллельно в сети ПК (на сотню ПК может уйти меньше месяца) или около 1,5 месяцев для одной BEE2 FPGA. Количество таблиц рассчитывается параллельно и может достигать t / D = 217/1000 = 27.
Чтобы уменьшить количество запросов к жёсткому диску, атака должна будет использовать отличительные точки с 16-битным префиксами. Это позволит сделать только 216 обращений к диску (что меньше 6 минут).
На самом деле ясно, что такой компромисс может проанализировать все пароли, набираемые на клавиатуре. Пространство N = 848 · 212 = 263. Предполагая снова D = 210, мы получаем время предварительного вычисления P = 253, M = 235 8-байтовых записей или один жёсткий диск размером 256 ГБ, Т = 236 оценок хешей.